# دهستان خرارود (خدابنده)
دهستان خرارود (خدابنده) نام دهستانی در بخش مرکزی شهرستان خدابنده، استان زنجان در ایران است. براساس سرشماری مرکز آمار ایران در سال ۱۳۹۰ جمعیت آن۲۲۶۳۴ نفر(۶۲۲۲خانوار) بوده‌است. مرکز این دهستان روستای محمودآباد می‌باشد.
این دهستان پرجمعیت‌ترین دهستان استان زنجان می‌باشد.